# Allan Arigoni
Allan Arigoni (Zürich, 1998. november 4. –) svájci korosztályos válogatott labdarúgó, a Lugano hátvédje.

## Pályafutása

### Klubcsapatokban
Arigoni a svájci Zürich városában született. Az ifjúsági pályafutását a Riarena és a Locarno csapatában kezdte, majd a Grasshoppers akadémiájánál folytatta.
2018-ban mutatkozott be a Grasshoppers első osztályban szereplő felnőtt keretében. 2022. július 1-jén hároméves szerződést kötött a Lugano együttesével. Először a 2022. július 24-ei, Grasshoppers ellen 2–1-re elvesztett mérkőzés 58. percében, Adrian Durrer cseréjeként lépett pályára. Első gólját 2023. május 14-én, a Winterthur ellen hazai pályán 2–1-es győzelemmel zárult találkozón szerezte meg.

### A válogatottban
Arigoni az U18-as és az U19-es korosztályú válogatottakban is képviselte Svájcot.

## Statisztika
2023. május 29. szerint.
| Klub         | Szezon   | Bajnokság              | Bajnokság | Bajnokság | Kupa  | Kupa  | Nemzetközi | Nemzetközi | Összesen | Összesen |
| Klub         | Szezon   | Bajnokság              | Mérk.     | Gólok     | Mérk. | Gólok | Mérk.      | Gólok      | Mérk.    | Gólok    |
| ------------ | -------- | ---------------------- | --------- | --------- | ----- | ----- | ---------- | ---------- | -------- | -------- |
| Grasshoppers | 2017–18  | Swiss Super League     | 1         | 0         | 0     | 0     | —          | —          | 1        | 0        |
| Grasshoppers | 2018–19  | Swiss Super League     | 1         | 0         | 0     | 0     | —          | —          | 1        | 0        |
| Grasshoppers | 2019–20  | Swiss Challenge League | 26        | 0         | 2     | 0     | —          | —          | 28       | 0        |
| Grasshoppers | 2020–21  | Swiss Challenge League | 18        | 1         | 2     | 0     | —          | —          | 20       | 1        |
| Grasshoppers | 2021–22  | Swiss Super League     | 34        | 2         | 1     | 0     | —          | —          | 35       | 2        |
| Grasshoppers | Összesen | Összesen               | 80        | 3         | 5     | 0     | 0          | 0          | 85       | 3        |
| Lugano       | 2022–23  | Swiss Super League     | 26        | 1         | 3     | 2     | 2          | 0          | 31       | 3        |
| Összesen     | Összesen | Összesen               | 106       | 4         | 8     | 2     | 2          | 0          | 116      | 6        |

## Sikerei, díjai
Grasshoppers
- Swiss Challenge League
  - Feljutó (1): 2020–21

Lugano
- Svájci Kupa
  - Döntős (1): 2022–23